# يوحنا التاسع
البابا يوحنا التاسع (باللاتينية: Ioannes IX) شغل منصب البابا منذ يناير 898 حتى وفاته في يناير 900.